# Véhicule de secours et d'assistance aux victimes
Un véhicule de secours et d'assistance aux victimes (VSAV), est un véhicule des sapeurs-pompiers français, réservé aux premiers secours.
Le VSAV est le nom actuel des anciens VSAB (Véhicule de Secours pour les Asphyxiés et Blessés).

## Usage
Ce n'est pas une ambulance au sens juridique du terme car il n'est pas affecté au transport sanitaire mais au secours d'urgence à victime. Il est utilisé pour amener du personnel formé aux techniques de premiers secours avec le matériel adéquat, le transport vers un centre hospitalier n'étant que la suite logique de cette intervention.
Le VSAV est un véhicule de secours d'urgence qui intervient pour des missions de premiers secours. Il intervient pour des malaises, personnes blessées, accident de la circulation, arrêt cardiaques, etc. C'est-à-dire tout ce qui a trait au secours ou l'assistance à personne. Il est envoyé par le CTA-CODIS (Centre de traitement de l'alerte - Centre opérationnel départementaux d'incendie et de secours). Si l'intervention concerne une urgence nécessitant des gestes médicaux, le chef d'agrès du VSAV fera la demande d'une équipe du Service mobile d'urgence et de réanimation (SMUR) ou d'un équipage sapeur-pompier du Service de santé et de secours médical (SSSM) sur les lieux d'intervention.

## Présentation
Ce véhicule peut mener à bien des opérations de reconnaissance, de dégagement et de relevage, d'exécution de gestes d'urgence et de réanimation cardiopulmonaire nécessaires pour la mise en condition d'une victime pour son transport, de transport de victimes et d'exécution de soins médicaux d'urgence et de réanimation si le VSAV est médicalisé, c'est-à-dire si un médecin ou un infirmier (SAMU ou sapeur-pompier) doté de protocoles d'urgence avec son matériel monte à bord. Il permet le soin et le transport d'une victime. 
Le véhicule se compose d'une cabine permettant le transport d'un conducteur, d'un chef d'agrès et un équipier, et d'une cellule sanitaire permettant d'accueillir un seul blessé  de un ou plusieurs équipiers. Tous les sapeurs-pompiers qui arment ce véhicule doivent être au moins titulaires du CFAPSE (Certificat de Formation Aux Premiers Secours en Equipe).[réf. souhaitée]
Le chef d'agrès est également titulaire du SAP 2. Le VSAV est parfois armé d'un infirmier sapeur-pompier pouvant para médicaliser suivant des protocoles établis à l'avance. Il existe également des VSAV armés d'un équipage composé d'un médecin sapeur-pompier, d'un infirmier sapeur-pompier et d'un ambulancier sapeur-pompier, et de matériels permettant une médicalisation du patient. Ces véhicules sont appelés ambulance de réanimation (AR) et sont notamment présents à la brigade de sapeurs-pompiers de Paris, au bataillon de marins-pompiers de Marseille et dans certains services départementaux d'incendie et de secours. Il existe aussi des VLMED (véhicule léger médecin) ainsi que des VLINF (véhicule léger infirmier) qui sont tous des véhicules de SAP (Secours à personne) du SDIS. 

## Droit

### Normes
Les caractéristiques du VSAV étaient définies par la norme NF S 61-530, publiée en avril 1991 — qui définissait aussi bien les caractéristiques du chassis que celles du moteur ou de l'équipement de la cellule sanitaire. Les caractéristiques du VSAV sont définies par la norme NF EN 1789 ; la signalisation complémentaire (ex. : zébrage des portes arrière) par la norme NF S 61-503, publiée en avril 2011.

### Règles de priorités
En tant que véhicule appartenant aux services d'incendie et de secours (SDIS), c'est un véhicule d'intérêt général prioritaire. Il dispose donc d'avertisseurs spéciaux lumineux (gyrophares bleus) et sonores (deux-tons).
De même, il est obligatoire pour tout usager de faciliter le cheminement d'un véhicule à caractère prioritaire qui annonce son approche (signaux sonores et ou lumineux) ; les sanctions pour le non-respect de cette règle vont de l'amende de quatrième classe à des poursuites judiciaires si l'entrave aux services de secours est volontaire (article 223-5 du Code Pénal).

## Coûts et développement
Le coût d'un véhicule de secours et d'assistance aux victimes varie approximativement de 65 000 à 75 000 euros, les VSAV « fourgon » (d'un seul tenant) étant moins onéreux que les VSAV « cellule » (modulaires) ; il faut y ajouter le coût des équipements, d'environ 15 000 euros, soit un total aux alentours des 90 000 euros,,. Pour les VSAV « cellule », une fois le moteur ou le chassis hors d'usage, seule la cellule (la caisse) est alors transférée ; le coût de revient d'une telle opération est réduit de moitié par rapport à l'acquisition d'un véhicule neuf.[réf. souhaitée]